# A todo vapor
A todo vapor (Raising Steam en su versión original) es la 40.ª novela de la saga de Mundodisco, de Terry Pratchett. Fue publicada en el año 2013 en Reino Unido, siendo la penúltima novela publicada de la saga antes del fallecimiento del autor en el año 2015, mismo año de publicación en España. Trata sobre la llegada de la máquina de vapor y el ferrocarril a Ankh-Morpork, desatando un conflicto con los enanos de la ciudad, que pretenden sabotearlo. Es la tercera novela de Húmedo von Mustachen.

## Argumento
Dick Simmel, un inventor autodidacta, ha inventado una revolucionaria máquina de vapor que rápidamente se convierte en el fenómeno de la ciudad de Ankh-Morpork. Harry Rey, un empresario millonario, rápidamente se une al joven inventor para financiar el que será el ferrocarril de la ciudad.
Havelock Vetinari, patricio y tirano “de facto” de Ankh-Morpork, decide también apoderarse del invento y usarlo para mejorar la influencia de la ciudad, por lo que encarga a Húmedo von Mustachen, antaño ladrón, estafador y pedigüeño, ahora funcionario de alto rango del patricio, la supervisión y protección del proyecto con el fin de que el carisma de Húmedo sirva para mejorar la implantación del ferrocarril y lidiar con propietarios que no quieren vender, obreros que pasan mucho tiempo en el extranjero poniendo vías y, ocasionalmente, algún asesino.
Al mismo tiempo, una revuelta de enanos amenaza la construcción del ferrocarril y la estabilidad política tanto de Ankh-Morpork como de Uberwald, ciudad del Bajo Rey de los enanos. Mustachen será el encargado de sortear todas estas amenazas y garantizar el éxito del ferrocarril.

## Reparto
- Dick Simnel
- Lord Vetinari – Aristócrata de Ankh-Morpork
- Moist von Lipwig
- Harry King
- Low King Rhys Rhysson
- Adora Belle von Lipwig
- Samuel Vimes